# Salto em altura
Salto em altura é uma modalidade desportiva de salto do atletismo (junto com salto com vara, salto em distância e, salto triplo) onde os atletas procuram superar uma barra horizontal colocada a uma determinada altura. A modalidade também integra o programa do decatlo e do heptatlo. Junto com o salto com vara, é uma das duas modalidades de resultados verticais dos Jogos Olímpicos (disputada ao ar livre e em pista coberta).
A prova integra o programa olímpico desde sua primeira edição em Atenas 1896 para os homens e desde Amsterdã 1928 para as mulheres. Entre Paris 1900 e Estocolmo 1912, uma modalidade paralela, o salto em altura sem corrida, também era disputada. Os atuais campeões olímpicos são o qatari Mutaz Essa Barshim, o italiano Gianmarco Tamberi. O fato de haver dois campeões olímpicos no masculino é que em Tóquio 2020, pela primeira vez na história, o ouro foi dividido por dois atletas que saltaram exatamente as mesmas marcas, no mesmo número de tentativas. Javier Sotomayor, de Cuba, é o recordista mundial – 2,45 m – com uma marca existente desde 1993. A ucraniana Yaroslava Mahuchikh é a atual campeã olímpica, mundial e recordista mundial da modalidade no feminino.
A Rússia tem dominado esta modalidade nas últimas Olimpíadas, com três vitórias no feminino e duas no masculino. Além dos atletas já citados, alguns dos maiores nomes da história do salto em altura são Valeriy Brumel, Dwight Stones, Iolanda Balas, Ulrike Meyfarth, Rosemarie Ackermann, Sara Simeoni e Blanka Vlašić.

## História
O primeiro evento de salto em altura foi registrado na Escócia, no século XIX, onde era um desporto popular. Ellery Clark, dos Estados Unidos, foi o primeiro campeão olímpico.  A canadense Ethel Catherwood foi a vencedora na introdução da prova em Amsterdã.
Esta é uma modalidade que teve as mais radicais mudanças na técnica para ser realizada através dos anos. Os primeiros métodos usados, por décadas, eram chamados de Eastern Cut-off, Western Roll e Straddle; no primeiro, o saltador ultrapassava a barra com as pernas subindo como tesouras mas se mantinha reto na horizontal, nivelado na passagem dela; no segundo método o saltador corria para a barra na diagonal e a perna interna era usada para a descolagem, enquanto a perna exterior era empurrada para cima para levar o corpo lateralmente por cima da barra; o último era o mais usado até os anos 60, com os saltadores cruzando a barra com a face virada para ela e as pernas abrangendo-as. Todos usavam as pernas como tesouras na passagem da barra.
Todas elas foram superadas em 1968, com a introdução do salto Fosbury, criado pelo norte-americano Dick Fosbury, que com ele venceu o salto em altura na Cidade do México 1968 e passou a ser copiado por todos, com os saltadores passando por cima da barra com um salto de costas para ela. O salto só passou a ser possível com o aparecimento dos colchões de espuma para apoio das quedas, na década de 1960.

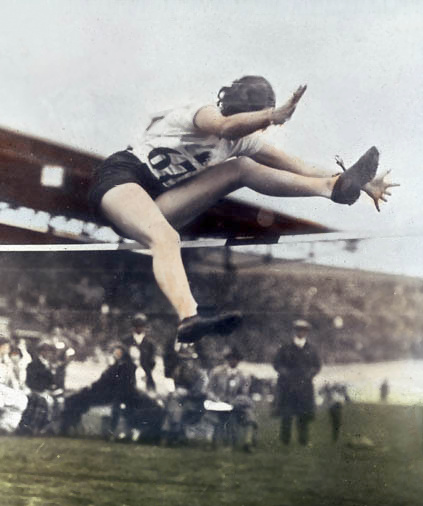
Ethel Catherwood salta em Amsterdã 1928 no estilo tesoura sentada.

Nos anos 50, saltadores criavam sapatilhas especiais para o salto, com algumas delas chegando ter 5 cm de sola, feita de material poroso que funcionava como um trampolim. Yuri Stepanov, da União Soviética, chegou a estabelecer um recorde mundial de 2,16 m em 1957 usando estes sapatos, que então não eram contra as regras, mas a IAAF os proibiu nas competições a partir do ano seguinte.

## Regras

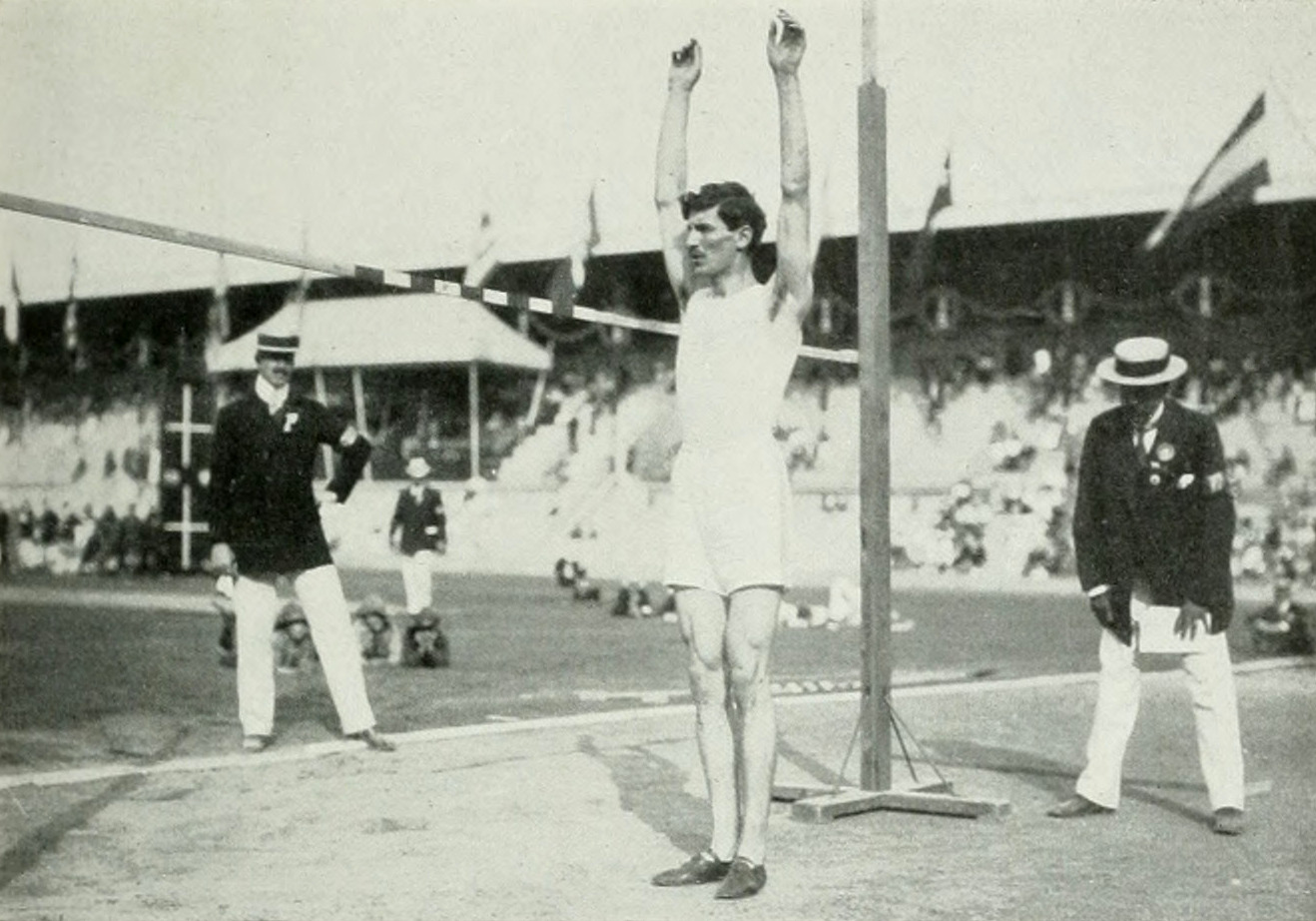
Konstantinos Tsiklitiras durante a competição de salto em altura nos Jogos Olímpicos de Verão.

Os atletas saltam sem auxílio e com a impulsão de pé de apoio em direção a uma barra horizontal de quatro metros de comprimento apoiada entre duas traves. O objetivo é saltar a maior altura sem derrubar a barra. Todos os competidores têm direito a três tentativas a cada altura colocada, mas têm o direito de 'passar' aquela determinada altura e avançar para outra maior sem ultrapassar a menor. Caso não consiga ultrapassar a altura ou combinação de alturas estipuladas em três tentativas, o atleta está eliminado.
Se os competidores acabarem empatados numa determinada altura, vence aquele que levou menos tentativas para conseguir a última marca. Caso haja empate ainda, será o vencedor aquele que teve menos falhas durante a prova até a última marca válida. Se mesmo assim continuarem empatados, é feito um salto de desempate, primeiro na última altura não ultrapassada e a partir daí, em alturas subsequentes menores até que alguém ultrapasse; este último método de desempate é muito raro de acontecer, mas ocorreu, por exemplo, na final do Campeonato Mundial de Atletismo de 2015, em Pequim, já que nesta modalidade não seria possível haver duas medalhas de ouro. As regras porém, foram flexionadas em 2020, permitindo que dois atletas que tenham um desempenho exatamente igual, ao falharem a última altura, possam escolher dividir a medalha. Foi o que ocorreu em Tóquio 2020, quando depois de falharem em 2,37 m e terem um desempenho igual em tentativas nas alturas inferiores, o qatari Mutaz Essa Barshim e o italiano Gianmarco Tamberi decidiram dividir a medalha de ouro.

## Recordes
De acordo com a World Athletics.
Homens
| Recorde          | Altura | Atleta           | País           | Data          | Local        |
| Recorde mundial  | 2,45 m | Javier Sotomayor | Cuba           | 27 julho 1993 | Salamanca    |
| Recorde olímpico | 2,39 m | Charles Austin   | Estados Unidos | 28 julho 1996 | Atlanta 1996 |

Mulheres
| Recorde          | Altura | Atleta              | País    | Data           | Local       |
| Recorde mundial  | 2,10 m | Yaroslava Mahuchikh | Ucrânia | 7 julho 2024   | Paris       |
| Recorde olímpico | 2,06 m | Elena Slesarenko    | Rússia  | 28 agosto 2004 | Atenas 2004 |

## Melhores marcas mundiais
As marcas abaixo incluem outdoor e indoor (i) de acordo com a World Athletics – IAAF.

#### Homens
| Posição | Altura     | Atleta             | País               | Data              | Local     |
| ------- | ---------- | ------------------ | ------------------ | ----------------- | --------- |
| 1       | 2,45 m     | Javier Sotomayor   | Cuba               | 27 julho 1993     | Salamanca |
| 2       | 2,44 m     | Javier Sotomayor   | Cuba               | 29 julho 1989     | San Juan  |
| 3       | 2,43 m     | Javier Sotomayor   | Cuba               | 8 setembro 1988   | Salamanca |
| 3       | 2,43 m (i) | Javier Sotomayor   | Cuba               | 4 março 1989      | Budapeste |
| 3       | 2,43 m     | Mutaz Essa Barshim | Catar              | 5 setembro 2014   | Bruxelas  |
| 6       | 2,42 m     | Patrik Sjöberg     | Suécia             | 30 junho 1987     | Estocolmo |
| 6       | 2,42 m (i) | Carlo Thränhardt   | Alemanha Ocidental | 26 fevereiro 1988 | Berlim    |
| 6       | 2,42 m     | Javier Sotomayor   | Cuba               | 5 junho 1994      | Sevilha   |
| 6       | 2,42 m     | Bohdan Bondarenko  | Ucrânia            | 14 junho 2014     | Nova York |
| 6       | 2,42 m     | Mutaz Essa Barshim | Catar              | 14 junho 2014     | Nova York |

#### Mulheres
| Posição | Altura     | Atleta              | País     | Data             | Local      |
| ------- | ---------- | ------------------- | -------- | ---------------- | ---------- |
| 1       | 2,10 m     | Yaroslava Mahuchikh | Ucrânia  | 7 julho 2024     | Paris      |
| 2       | 2,09 m     | Stefka Kostadinova  | Bulgária | 30 agosto 1987   | Roma       |
| 3       | 2,08 m     | Stefka Kostadinova  | Bulgária | 31 maio 1986     | Sofia      |
| 3       | 2,08 m (i) | Kajsa Bergqvist     | Suécia   | 4 fevereiro 2006 | Arnstadt   |
| 3       | 2,08 m     | Blanka Vlašić       | Croácia  | 31 agosto 2009   | Zagreb     |
| 6       | 2,07 m     | Lyudmila Andonova   | Bulgária | 20 julho 1984    | Berlim     |
| 6       | 2,07 m     | Stefka Kostadinova  | Bulgária | 25 maio 1986     | Sofia      |
| 6       | 2,07 m     | Stefka Kostadinova  | Bulgária | 16 setembro 1987 | Cagliari   |
| 6       | 2,07 m     | Stefka Kostadinova  | Bulgária | 3 setembro 1988  | Sofia      |
| 6       | 2,07 m (i) | Heike Henkel        | Alemanha | 8 fevereiro 1992 | Karlsruhe  |
| 6       | 2,07 m     | Blanka Vlašić       | Croácia  | 7 agosto 2007    | Estocolmo  |
| 6       | 2,07 m     | Anna Chicherova     | Rússia   | 22 julho 2011    | Cheboksary |

## Melhores marcas olímpicas
As marcas abaixo são de acordo com o Comitê Olímpico Internacional – COI.

#### Homens
| Posição | Altura | Atleta             | País                                        | Medalha | Local        |
| ------- | ------ | ------------------ | ------------------------------------------- | ------- | ------------ |
| 1       | 2,39 m | Charles Austin     | Estados Unidos                              | ouro    | Atlanta 1996 |
| 2       | 2,38 m | Gennadiy Avdeyenko | União das Repúblicas Socialistas Soviéticas | ouro    | Seul 1988    |
| 2       | 2,38 m | Derek Drouin       | Canadá                                      | ouro    | Rio 2016     |
| 4       | 2,37 m | Mutaz Essa Barshim | Catar                                       | ouro    | Tóquio 2020  |
| 4       | 2,37 m | Gianmarco Tamberi  | Itália                                      | ouro    | Tóquio 2020  |
| 4       | 2,37 m | Maksim Nedasekau   | Bielorrússia                                | bronze  | Tóquio 2020  |
| 7       | 2,36 m | Gerd Wessig        | Alemanha Oriental                           | ouro    | Moscou 1980  |
| 7       | 2,36 m | Hollis Conway      | Estados Unidos                              | prata   | Seul 1988    |
| 7       | 2,36 m | Rudolf Povarnitsyn | União das Repúblicas Socialistas Soviéticas | bronze  | Seul 1988    |
| 7       | 2,36 m | Patrik Sjöberg     | Suécia                                      | bronze  | Seul 1988    |
| 7       | 2,36 m | Stefan Holm        | Suécia                                      | ouro    | Atenas 2004  |
| 7       | 2,36 m | Andrey Silnov      | Rússia                                      | ouro    | Pequim 2008  |
| 7       | 2,36 m | Mutaz Essa Barshim | Catar                                       | prata   | Rio 2016     |
| 7       | 2,36 m | Hamish Kerr        | Nova Zelândia                               | ouro    | Paris 2024   |
| 7       | 2,36 m | Shelby McEwen      | Estados Unidos                              | prata   | Paris 2024   |

* Em Tóquio 2020, Mutaz Essa Barshim do Qatar e Gianmarco Tamberi da Itália dividiram a medalha de ouro por ambos terem alcançado a mesma  marca com o mesmo número de tentativas. O bielorrusso Maksim Nedasekau também alcançou a marca, mas em mais tentativas, ficando com o terceiro lugar e a medalha de bronze. Não houve entrega de medalha de prata. Em Seul 1988, o mesmo ocorreu na disputa pelas medalhas menores. Três atletas saltaram a mesma marca mas como um deles teve menos tentativas ficou com a prata e os outros dois, com mais tentativas iguais, dividiram o bronze.

#### Mulheres
| Posição | Altura | Atleta             | País           | Medalha | Local            |
| ------- | ------ | ------------------ | -------------- | ------- | ---------------- |
| 1       | 2,06 m | Elena Slesarenko   | Rússia         | ouro    | Atenas 2004      |
| 2       | 2,05 m | Stefka Kostadinova | Bulgária       | ouro    | Atlanta 1996     |
| 2       | 2,05 m | Tia Hellebaut      | Bélgica        | ouro    | Pequim 2008      |
| 2       | 2,05 m | Blanka Vlašić      | Croácia        | prata   | Pequim 2008      |
| 2       | 2,05 m | Anna Chicherova    | Rússia         | ouro    | Londres 2012     |
| 6       | 2,04 m | Mariya Lasitskene  |                | ouro    | Tóquio 2020      |
| 7       | 2,03 m | Louise Ritter      | Estados Unidos | ouro    | Seul 1988        |
| 7       | 2,03 m | Niki Bakogianni    | Grécia         | prata   | Atlanta 1996     |
| 7       | 2,03 m | Brigetta Barrett   | Estados Unidos | prata   | Londres 2012     |
| 10      | 2,02 m | Ulrike Meyfarth    | Alemanha       | ouro    | Los Angeles 1984 |
| 10      | 2,02 m | Heike Henkel       | Alemanha       | ouro    | Barcelona 1992   |
| 10      | 2,02 m | Hestrie Cloete     | África do Sul  | prata   | Atenas 2004      |
| 10      | 2,02 m | Vita Styopina      | Ucrânia        | bronze  | Atenas 2004      |
| 10      | 2,02 m | Nicola McDermott   | Austrália      | prata   | Tóquio 2020      |

 * Devido à suspensão da Federação Russa como nação das Olimpíadas por problemas de doping, a russa Mariya Lasitskene competiu em Tóquio 2020 pela bandeira do Comitê Olímpico Russo.

## Marcas da lusofonia
| País                | Masculino  | Atleta             | Ano  | Local               | Feminino | Atleta                                | Ano          | Local           |               |
| Brasil              | 2,32 m     | Jessé de Lima      | 2008 | Lausanne            | 1,92 m   | Orlane dos SantosValdiléia Martins    | 19892024     | BogotáParis     | [ 18 ] [ 19 ] |
| Portugal            | 2,28 m (i) | Paulo Conceição    | 2020 | Leiria              | 1,88 m   | Sónia Carvalho                        | 2001         | V.R.Stº.António | [ 20 ]        |
| Angola              | 2,10 m     | Orlando Bonifácio  | 1982 | Luanda              | 1,65 m   | Xenia Fortes                          | 1996         | Viseu           | [ 21 ]        |
| Cabo Verde          | 2,05 m     | Stephane Varela    | 2014 | Lisboa              | 1,62 m   | Vera Barbosa                          | 2006         | Lisboa          | :634,772      |
| São Tomé e Príncipe | 2,01 m     | Hedson Tríndade    | 2010 | Leiria              | 1,80 m   | Enezenaide Gomes                      | 2000         | Logroño         | :635,773      |
| Moçambique          | 2,00 m     | Chambárson Chambal | 2011 | PotchefstroomMaputo | 1,60 m   | Helena RelvasSuzel Abreu Belmira Gune | 197319742004 | LisboaMaputo    | :635,773      |
| Guiné-Bissau        | 1,95 m     | Danilo Pereira     | 2008 | Vendas Novas        | 1,61 m   | Sandra TurpinPlácida Mirolho          | 19902003     | LisboaAbrantes  | :634,772      |

(i) - Recorde português foi estabelecido em pista coberta, indoor.